# Toni Karjalainen
Toni Karjalainen (Lappeenranta, 9 juli 1979) is een golfprofessional uit Finland.

## Amateur
Al op jonge leeftijd werd Toni Karjalainen in de Skandivanische landen voor toernooien uitgenodigd. In 1998 speelde hij vier rondes op het NCC Open in Zweden, in 1999 en 2000 op het Fins Open en in 2000 ook in de Finse Masters. In 2001 speelde hij de Finse Challenge, dat was de laatste keer dat hij als amateur in een professional toernooi de cut haalde.

Van 2000 - 2003 zat Karjalainen in de nationale selectie. Al in 2002 en 2003 ging hij naar de Tourschool om zich te kwalificeren voor de Challenge- of Europese Tour, hetgeen niet lukte.

#### Gewonnen
- 2001: Fins Amateur Kampioenschap

#### Teams
- Eisenhower Trophy: 2000, 2002

## Professional
Karjalainen werd in 2004 professional. 
In 2005 speelde hij op de Challenge Tour (CT). Hij won de eerste editie van het Thomas Björn Open, eindigde het seizoen op de 20ste plaats en kreeg zo een spelerskaart voor de Europese Tour (ET). 
In 2006 speelde hij daar zestien toernooien, maar haalde slechts vijf cuts. Tussendoor speelde hij ook tien toernooien op de Challenge Tour, waar hij de Telenet Trophy won en genoeg verdiende om zijn kaart voor 2007 veilig te stellen.
In 2007 speelde hij 23 toernooien, haalde 12 cuts en eindigde op het laatste toernooi met een 3de plaats waardoor hij het seizoen toch in de top-100 eindigde en zijn spelerskaart behield.
In 2008 en 2009 speelde hij op de Challenge Tour en haalde slechts eenmaal een top-10 plaats.

#### Gewonnen
- 2005: Thomas Björn Open presented by Multidata op de Esbjerg Golfklub, in Denemarken
- 2006: Telenet Trophy (CT)